# Saint-Lieux-lès-Lavaur
Saint-Lieux-lès-Lavaur é uma comuna francesa na região administrativa da Occitânia, no departamento de Tarn. Estende-se por uma área de 9.54 km², e possui 1.061 habitantes, segundo o censo de 2018, com uma densidade de 110 hab/km².